# اتان رینز
اتان رینز (انگلیسی: Ethan Rains؛ زادهٔ) یک هنرپیشه آمریکایی ایرانی‌تبار است. وی از سال ۱۹۹۳ میلادی تاکنون مشغول فعالیت بوده است.
او در فیلم قبرها را باز کن بازی کرده است.